# Willy Mairesse
Willy Mairesse (ur. 1 października 1928 roku w Momignies, zm. 2 września 1969 roku w Ostendzie) – był belgijskim kierowcą wyścigowym.
W trakcie swojej kariery zaliczył wiele poważnych wypadków, które pośrednio przyczyniły się do jego przedwczesnej śmierci.

## Kariera
Rozpoczął karierę wyścigową w 1953 roku w klasie samochodów sportowych. Po kilku nierównych sezonach, w 1959 roku zajął drugie miejsce w samochodowym Tour de France, czym zwrócił uwagę samego Enzo Ferrari. W barwach słynnego włoskiego zespołu zadebiutował w 1960 roku w wyścigu Targa Florio, gdzie zajął czwarte miejsce. W ten sposób zapewnił sobie trwały kontakt z Ferrari na następne sezony.
W 1961 roku zajął drugie miejsce w 24-godzinnym wyścigu w Le Mans (partnerem był Mike Parkes); jednak słabe wyniki w trzech startach w Formule 1 (zwłaszcza wypadek na torze Nürburgring) mocno osłabiły jego pozycję w Ferrari. Groziło mu wyrzucenie z zespołu, ale zwycięstwem w Tour de France uratował posadę. Jednocześnie, po odejściu Richie Ginthera został głównym kierowcą testowym F1 zespołu.
Sezon 1962 rozpoczął od wspaniałego zwycięstwa w Targa Florio, lecz w trakcie deszczowej Grand Prix Belgii na torze Spa-Francorchamps zaliczył pierwszy z trzech wypadków, które zaważyły na jego karierze. Kolizja z Trevorem Taylorem w walce o drugie miejsce na najszybszym punkcie trasy (Blanchimont) spowodowała, iż Ferrari Belga uderzyło w barierę i stanęło w płomieniach kołami do góry. Mairesse został cudem uratowany, lecz oparzenia wymusiły przerwę w startach przez następne cztery miesiące.
W maju 1963 roku wraz z Johnem Surteesem wygrał 1000-kilometrowy wyścig na torze Nürburgring, lecz niespełna miesiąc później nastąpił kolejny dramat. Będąc na prowadzeniu 24-godzinnego wyścigu w Le Mans w jego Ferrari urwał się przewód paliwa, powodując pożar samochodu. Mairesse nie zdołał opanować kierownicy i uderzył w barierę, doznając kolejnych poważnych obrażeń. Wrócił do startów dwa miesiące później podczas Grand Prix Niemiec Formuły 1, ale kolejny wypadek zakończył jego sezon na dobre.
W 1964 roku został zwolniony z Ferrari, co zapoczątkowało zmierzch kariery Belga. Wprawdzie w 1966 roku po raz drugi wygrał Targa Florio (w barwach Porsche), lecz był to jego ostatni triumf na międzynarodowej arenie.
Dramatyczny koniec kariery Mairesse nastąpił w 1968 roku. Areną wydarzeń ponownie okazał się wybitnie pechowy dla Belga 24-godzinny wyścig w Le Mans. Już na pierwszym okrążeniu, na prostej Mulsanne, w jego Fordzie GT 40 urwały się drzwi. Silny podmuch powietrza skierował samochód prosto na bandę. Mairesse doznał rozległych obrażeń głowy, przez dwa tygodnie znajdował się w śpiączce.
Po intensywnej rehabilitacji wrócił wprawdzie do sprawności fizycznej, lecz psychicznie był już wrakiem człowieka. Kilkanaście miesięcy po wypadku w Le Mans popełnił samobójstwo w pokoju hotelowym w Ostendzie, zażywając śmiertelną dawkę lekarstw zmieszanych z alkoholem.
W 2003 roku na rynku ukazała się biografia Mairesse autorstwa Christophe Gaaschta.